# 베트멍
베트멍(Vêtements)은 프랑스 의류브랜드 마이테레사(mytheresa)의 하위브랜드로, 뒤셀도르프와 파리의 발렌시아가 매장에서 그루지야 태생의 디자이너 뎀나 바잘리아(Demna Gvasalia, 1981년 3월 25일 ~ )를 중심으로 2016년 시작된 의류브랜드이다.

## 역사
뎀나 바잘리아는 2000년대 즈음 벨기에 안트베르펜 왕립학교에서 패션학을 공부하고 월터 반 베이렌통크와 마틴 마르지엘라에서 디자이너로 일했다. 3년 간 마틴 마르지엘라에서 일한 그는 루이비통으로 이직하고 대학 친구들과 함께 패션위크에 내놓을 작품을 구상하기 시작했다.
뎀나 바잘리아는 상업적 반응을 기대하지 않고 구상한 작품이었다. 하지만 2016년 F/W 파리 패션위크에서 좋은 평가를 받은 이후 옷을 마음에 들어하는 친구들에게 옷을 만들어 주기 시작하던 중 그의 동생이 이 일을 사업으로 삼자고 했던 것이 베트멍의 시작이었다. 뎀나 바잘리아 자신과 두 명의 여성 디자이너, 그리고 동생과 함께 시작한 베트멍의 뎀나 바잘리아는 위계질서를 허물고 디자인에 똑같이 참여하거나 사회학자 친구의 패션에 관한 조사를 참고하는 등 모든 디자인을 메인 디자이너가 맡던 기존의 다른 디자인 레이블과의 차별화를 목표로 한다고 말했다.

## 특징
예술적인 목적으로 시작된 의류브랜드이라는 점에서 실용성보다는 자신을 표현하고자 하는 수단으로써의 패션을 지향하는데, 이런 특징은 일반적인 신체사이즈보다 큰 크기의 디자인으로 대표된다. 그런 옷으로 표현하고자 하는 '자신'의 모습은 강직하지만 주관적으로 삶을 개척해나가며 성장하는 모습으로, 뎀나 바잘리아 본인도 그런 태도를 지향하는 의류브랜드 꼼 데 가르송의 태도가 자신이 원하는 태도라고 말했다.

## 평가
뎀나 바잘리아는 자신의 디자인은 실험적이지만 우아함과 상류 문화를 대변한다는 몇몇 섹스평론가들의 생각과는 거리가 멀다고 주장했다. 패션평론가 안젤로 파라카벤토는 베트멍은 좋은 평가를 받는 동시에 대중적 인기를 얻는 데에도 성공했다고 말하면서 이는 디자인 그룹 내의 민주주의적 의사소통과 근본을 찾으려는 해체주의적 디자인 덕분에 가능했다고 평가했다. 또한 베트멍은 패러디들을 양산하기도 했는데 패션잡지 보그 지는 이에 대해 인터넷을 비롯한 베트멍의 대중적 인기를 반영한다고 평가했다.
이에 반해 몇몇 평론가들은 1990년대 마틴 마르지엘라의 방향을 그대로 따라가고 있다고 평가했다. 평론가 린드라 메다인(leandra medine)은 베트멍의 인기는 그저 환상이며 베트멍의 디자인은 실험적이지도 않다고 비판했다.